# Anaulales
Ordre
Les Anaulales sont un ordre d’algues de l'embranchement des Bacillariophyta (Diatomées), et de la classe des Mediophyceae.

## Liste des familles
Selon AlgaeBase (1er août 2022) :
- Anaulaceae (Schütt) Lemmermann, 1899

## Systématique
Le nom correct complet (avec auteur) de ce taxon est Anaulales Round & R.M.Crawford, 1990.

## Publication originale
- Round, F.E., Crawford, R.M. & Mann, D.G. (1990). The diatoms biology and morphology of the genera.  pp. [i-ix], 1-747. Cambridge: Cambridge University Press.